# Piccadilly Circus
Piccadilly Circus és una famosa plaça i intersecció de carrers situada en el West End de Londres, en el districte de Ciutat de Westminster.

## Descripció

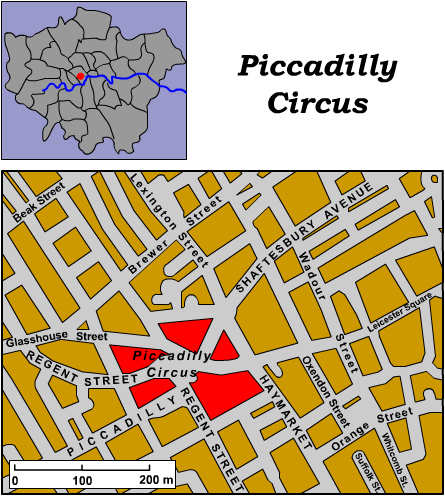
Mapa del West End i Piccadilly Circus

Va ser construït el 1819 per a connectar Regent Street amb el principal carrer de compres, Piccadilly (la paraula "circus" es refereix a un "espai circular obert en una cruïlla de carrers"), i actualment enllaça directament amb els teatres a Shaftesbury Avenue així com amb the Haymarket, Coventry Street (en direcció a Leicester Square) i Glasshouse Street. La proximitat a les principals zones de compres i entreteniment, la situació cèntrica en el cor del West End, i el fet de ser la major intersecció de trànsit han fet de Piccadilly Circus un important punt de trobada i una atracció turística en si mateixa.
Destaca per les seves grans pantalles de vídeo i les seves tanques publicitàries fetes de neó, muntades en l'edifici situat en el cantó que dona a la cara nord, així com per la font en memòria de Shaftesbury i l'estàtua coneguda com a Eros (estrictament, L'Àngel de la Caritat Cristiana que podria ser millor traduït com a 'Agape'). Està envoltat per una gran quantitat d'edificis destacables, incloent-hi el London Pavilion i el Criterion Theatre. Sota la plaça es troba l'estació de Piccadilly Circus del Metro de Londres.

## Història de Piccadilly Circus

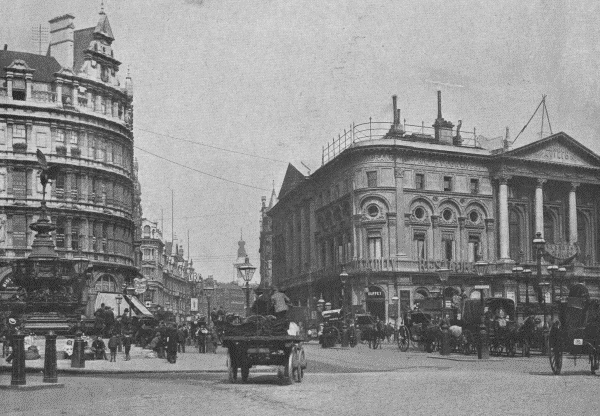
Piccadilly Circus al 1896, amb una vista cap a Leicester Square per Coventry Street. London Pavilion està situat a la dreta, i la font Shaftesbury memorial a l'esquerra

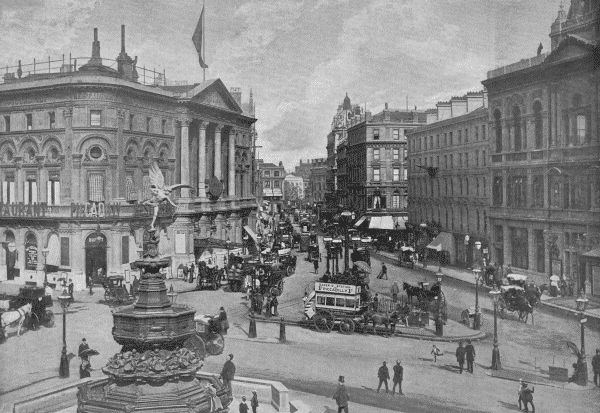
Piccadilly Circus, 1896. Des de The Queen's London : una imatge pictòrica i descriptiva dels carres, edificis, parcs i escenari de la gran metròpoli, 1986. Towards Leicester Square.

Piccadilly Circus connecta amb Piccadilly, una carretera anomenada per primera vegada el 1626 com a Pickadilly Hall, una casa pertanyent a Robert Baker, un mariner famós per vendre piccadills o piccadillies, un terme usat per a denominar diversos tipus de collarets. El carrer era conegut com a Portugal Street el 1692 en honor de Catalina de Portugal, l'esposa del Rei Carles II d'Anglaterra, però se li va conèixer com a Piccadilly des del 1743. Piccadilly Circus va ser creat el 1819, per a la unió amb Regent Street, que estava llavors sent construïda sobre la base del projecte de John Nash en el lloc que es trobaven una casa i un jardí propers a Lady Hutton. El «circ» perd la forma circular el 1886 amb la construcció de Shaftesbury Avenue.
La unió d'aquests carrers havia donat lloc a un flux de trànsit molt dens des de la construcció, ja que se situava al centre de Theatreland i suportava el trànsit sortint de Piccadilly, en què Charles C. B. Dickens, fill de Charles Dickens, va descriure com "la gran carretera que condueix des de the Haymarket i Regent-street cap a l'oest de Hyde Park-corner" i "l'acostament més pròxim al bulevard Parisenc de com Londres podia semblar"
L'estació de metro de Piccadilly Circus va ser oberta el 10 de març de 1906 en la línia Bakerloo, i en la Línia Piccadilly al desembre d'aquest any. El 1928 l'estació va ser en gran part reconstruïda per a suportar un increment de trànsit.
A causa de la proximitat a Soho, el circ va ser un punt de trobada important en la fosca història dels homosexuals a Gran Bretanya, especialment com un focus de prostitució i trobades informals. Quan Alfred Kinsey va visitar Londres per a estudiar les actituds sexuals angleses, va demanar ser dut per un tour sexual a Soho. El món entorn de Piccadilly Circus i Leicester Square li van sorprendre. Comparant Londres amb les cultures sexuals de Centreamèrica, Kinsey va afirmar que mai havia vist tanta prostitució rondaire, llevat de l'Havana.
Els primers anuncis elèctrics situats en els cantons van aparèixer el 1910, i des del 1923 va augmentar el seu nombre a la façana de London Pavilion. La il·luminació per al trànsit va ser instal·lada per primera vegada el 3 d'agost de 1926 en la intersecció.
La Font en Memòria de Shaftesbury ("Shaftesbury Memorial Fountain", en anglès) de Piccadilly Circus va ser construïda el 1893 per a commemorar el treball filantròpic de Anthony Ashley Cooper, 7th Earl of Shaftesbury. Durant la Segona Guerra Mundial, l'estàtua situada damunt de La Font en Memòria de Shaftesbury, L'Àngel de la Cristiana Caritat, va ser llevada, i reemplaçada per tanques publicitàries, fins al 1948, quan va ser retornada. Durant els treballs de reconstrucció del "circ" en els passats anys 80, la font sencera va ser moguda des del centre de la unió, al principi de Shaftesbury Avenue, fins a la posició actual en el cantó sud-est.

## Localització i senyals

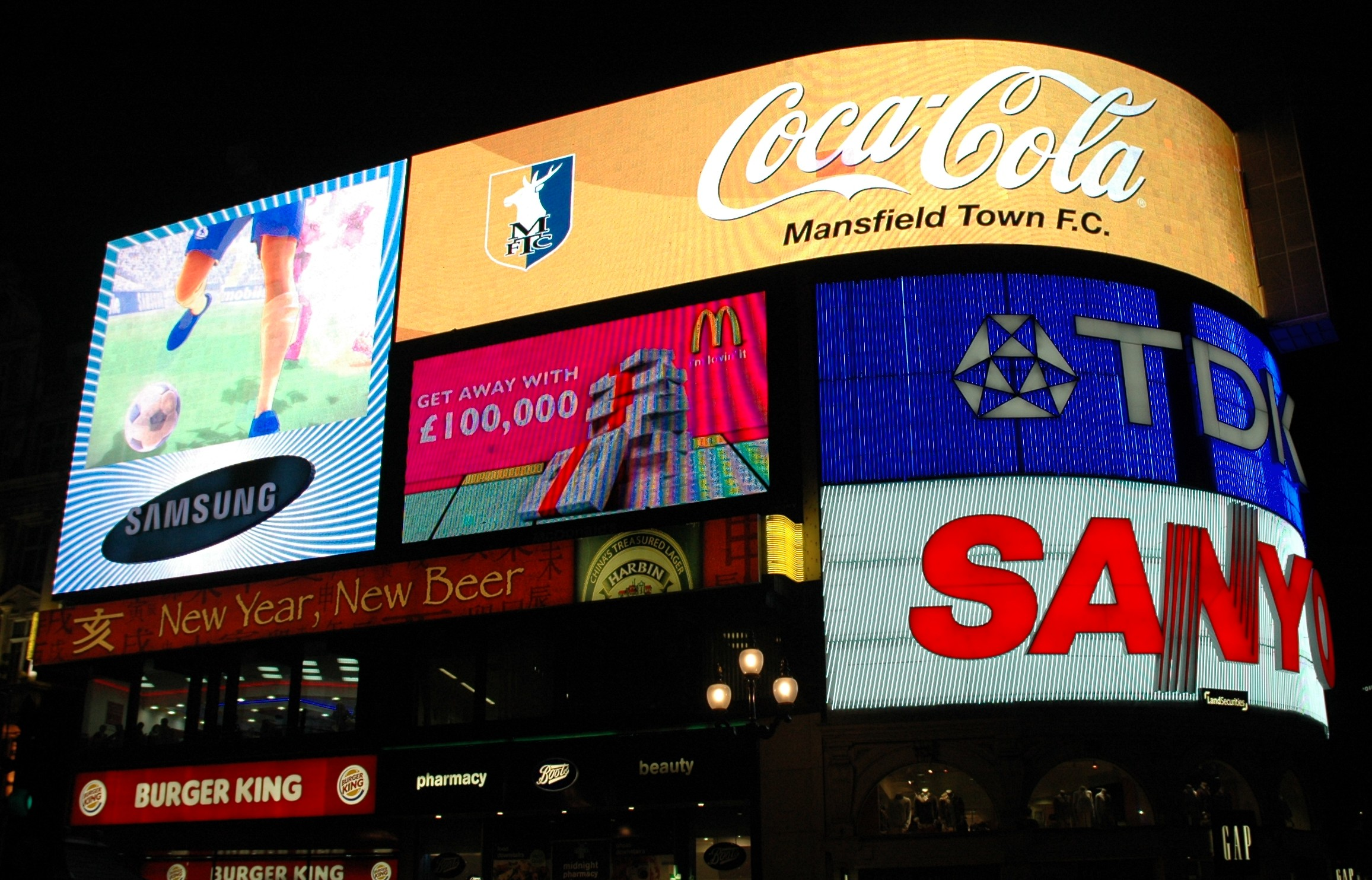
Llums de neó a Piccadilly Circus vists de nit.

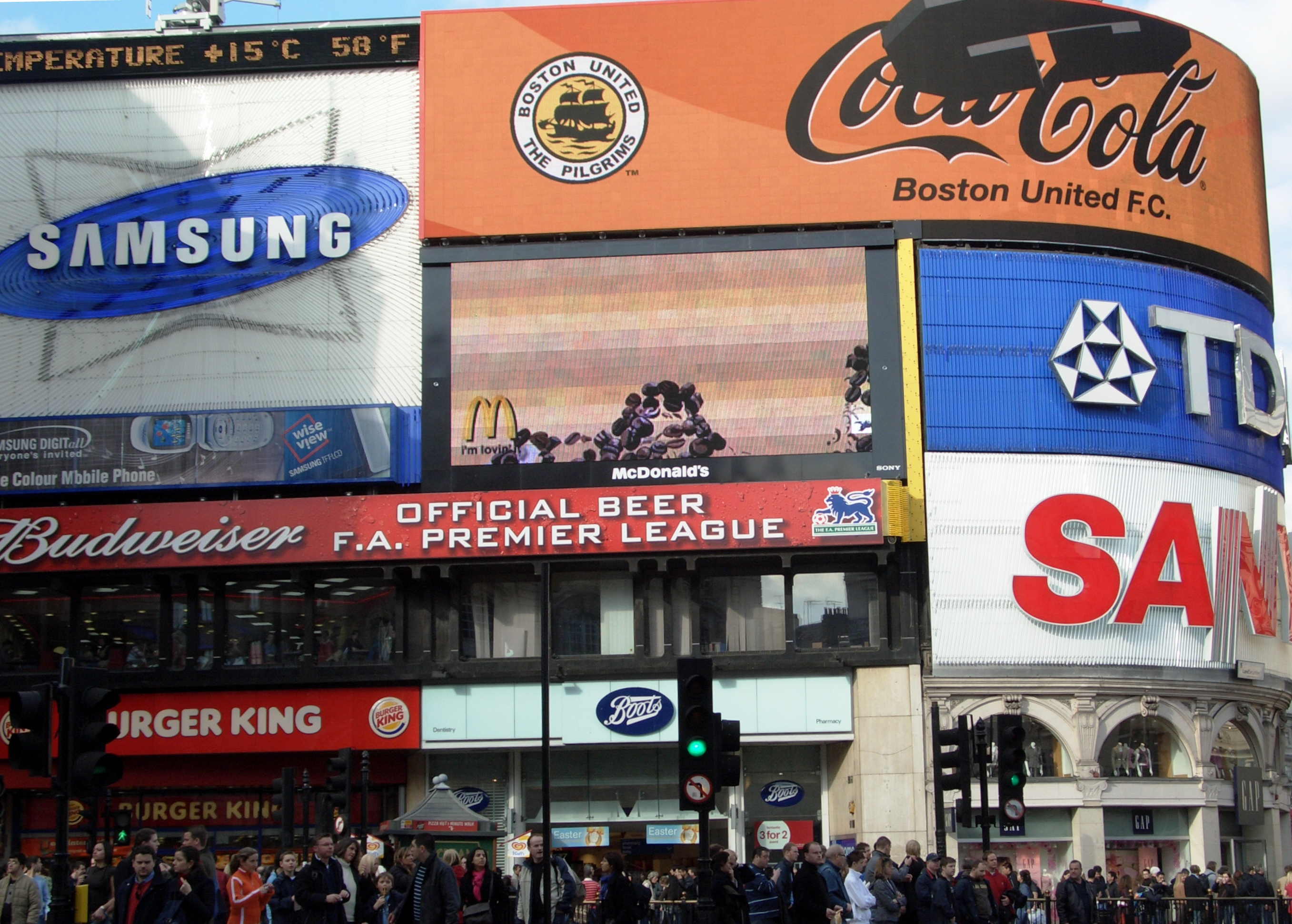
Panells publicitaris de Piccadilly Circus de dia

Piccadilly Circus està envoltada principalment per una gran quantitat d'atraccions turístiques, incloent-hi el memorial a Shaftesbury, Criterion Theatre, London Pavilion i diverses botigues importants.

### Senyals de neó i la pantalla de Coca-cola
Piccadilly Circus sol estar envoltada per publicitat il·luminada situada en els edificis des de 1900, no obstant això un únic edifici, denominat l'edifici del cantó nord-oest entre Shaftesbury Avenue i Glasshouse Street, la que hi ha ara. Aquest lloc no té nom actualment (referit usualment com a Monico pel cafè Monico que solia estar en aquest lloc); l'adreça és 44/48 Regent Street, 1/6 Sherwood Street, 17/22 Denman Street i 1/17 Shaftesbury Avenue, i és propietat de Land Securities Group des de la dècada de 1970.
El senyal més proper usava bombetes incandescents, que van ser reemplaçades per rètols de neó, així com a senyals en moviment (havia un gran rellotge de Guinness). Durant un curt període es van fer servir projectors digitals per al panell de Coca-cola, durant els recents 2000 es pot veure un moviment gradual amb pantalles de díodes emissor de llum (LED). El nombre de senyals s'ha vist reduït amb el pas dels anys a causa de l'increment dels costos.
El lloc té cinc pantalles publicitàries il·luminades sobre tres llargues unitats d'anuncis, de cara a Piccadilly Circus en la cara nord, ocupades per Boots, Burger King i GAP i una barreja de petits anuncis, restaurants i edificis d'oficines d'enfront dels altres carrers. Al setembre del 2003, Coca-cola va reemplaçar el seu antic panell il·luminat i el lloc formalment ocupat per Nescafé amb una pantalla de vídeo LED avançat que es corba al voltant de l'edifici. Sota el senyal de Coca-cola, estan Sanyo i TDK, juntament amb les de McDonald's LED. A l'esquerra es troba el panell de Samsung, que va ser actualitzat de neó a LED el 2005.
Vodafone també té un senyal en el terrat de Coventry House de cara a Piccadilly Circus. A més del logotip de la companyia, el senyal mostra missatges personals que poden introduir-se des de la web de Vodafone i que es porjectaven a certa data i hora.

## La font recordatòria de Shaftesbury i Eros

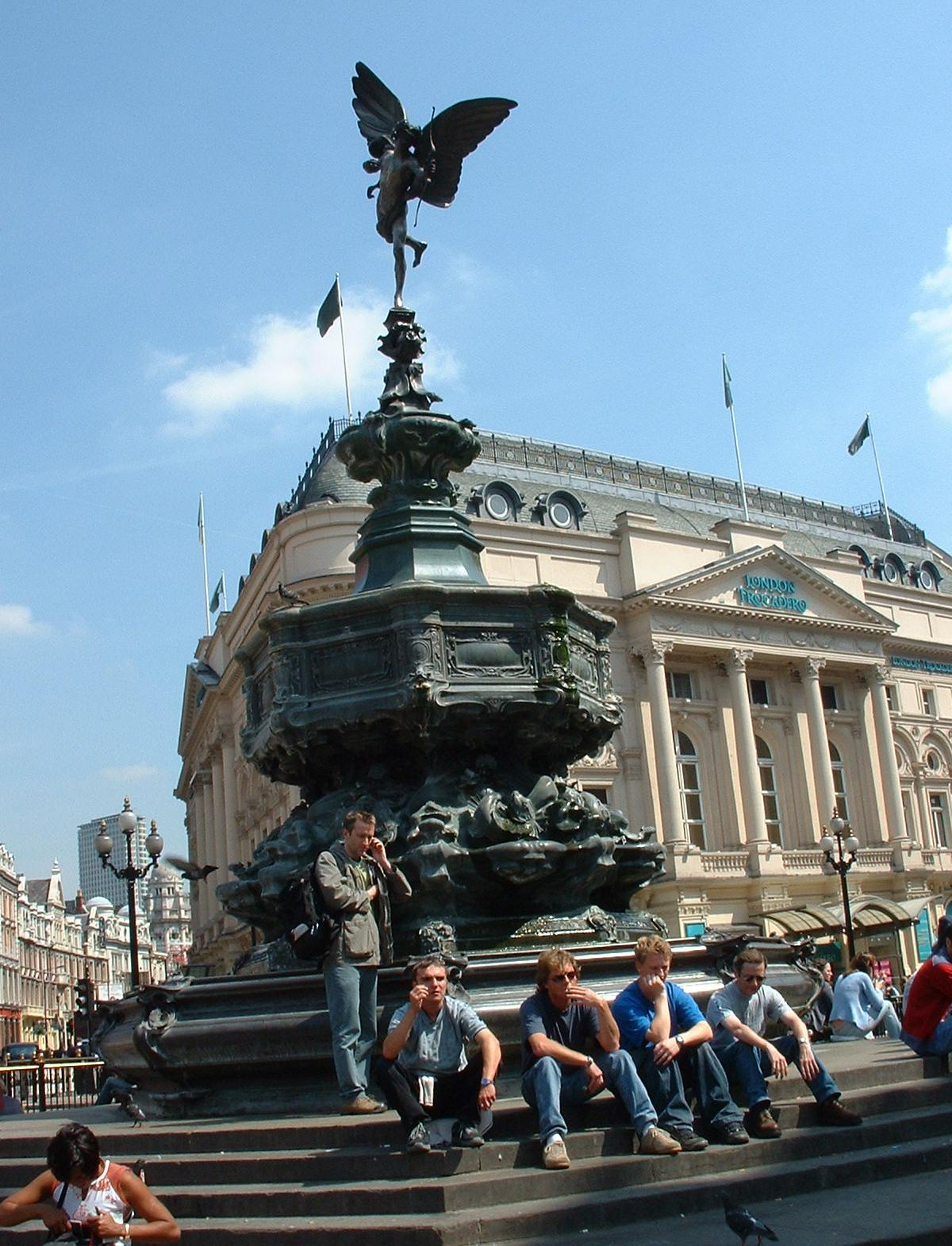
Font memorial de Piccadilly Circus

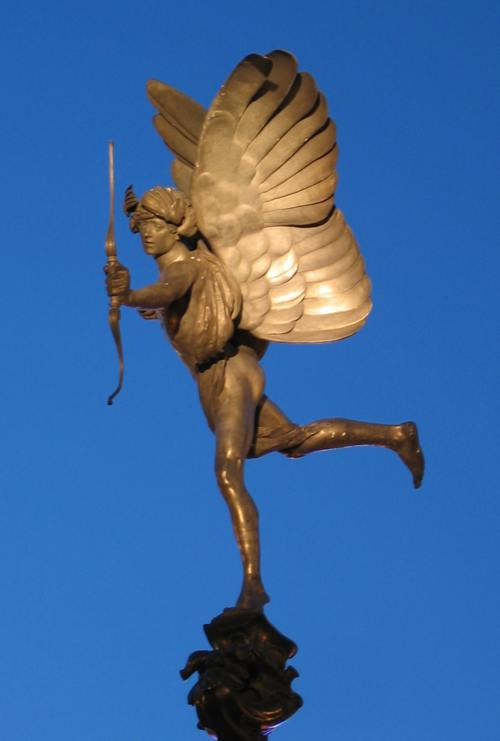
L'Àngel de la Caritat Cristiana, popularment conegut com a Eros, una de les primeres estàtues a ser esculpides en alumini

Al costat sud-oest del Circ, traslladada des de la posició central original, hi ha la font recordatòria, erigida el 1892-1893 per a commemorar els treballs filantròpics de Lord Shaftesbury.
L'estàtua d'Alfred Gilbert representa una estàtua nua en vol, oficialment coneguda com L'Àngel de la Caritat Cristiana. Popularment coneguda com a Eros després del mític déu grec de l'Amor. L'estàtua ha esdevingut una icona de Londres, i una il·lustració de l'estàtua es fa servir com a símbol del diari Evening Standard i apareix al costat del nom del diari.
L'ús d'una figura nua en un monument públic va generar controvèrsia en el moment de la construcció, però va ser ben rebuda pel públic en general. El Magazine of Art el va descriure com, «[…] un fort contrast amb la lletgesa feixuga general de la nostra escultura urbana, […] un treball que, mentre embelleix un dels nostres espais oberts fins ara desolats, hauria de fer molt per a elevar el gust popular per l'escultura decorativa, i servir per a alliberar la metròpolis de qualsevol addicció del vell ordre de les monstruositats monumentals».
Avançada tecnològicament al seu temps, aquesta escultura va ser la primera a ser tallada en alumini. L'estàtua originalment apuntava amb el seu arc al nord, cap a Shaftesbury Avenue. No obstant això, durant la Segona Guerra Mundial l'estàtua va ser retirada per seguretat, i quan va ser retornada el seu arc va ser arreglat apuntant al sud, cap a Lower Regent Street.

## Criterion Theatre

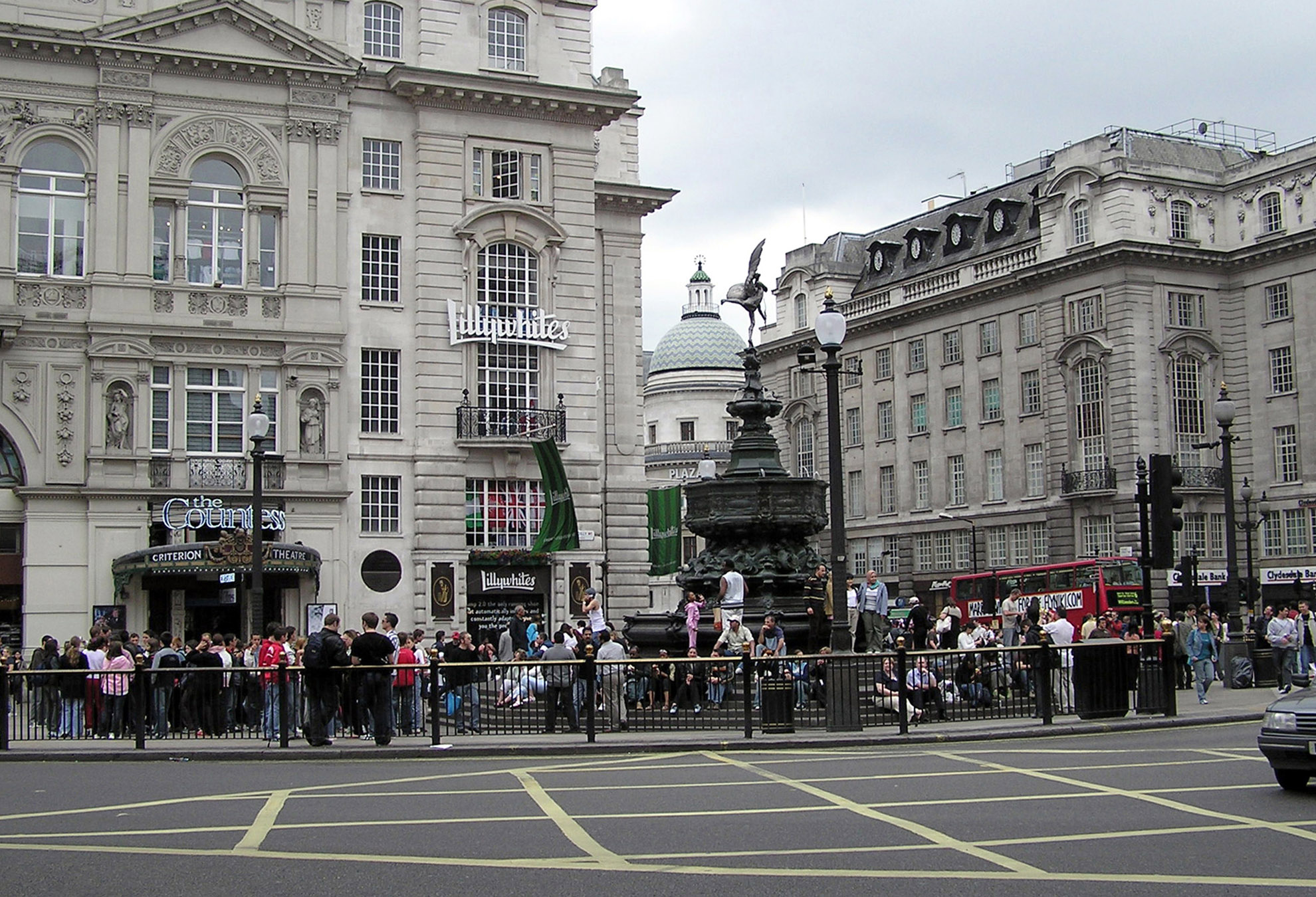
Piccadilly Circus: Eros i el Criterion Theatre

El Criterion Theatre, un edifici llistat com a monument de grau II, forma la cara sud de Piccadilly Circus. A part de la zona de la taquilla, el teatre sencer, amb aproximadament sis-cents seients, és subterrani i s'hi arriba mitjançant una escala de rajoles descendents. Les columnes suporten alhora la zona de la llotja i la volta, i restringeixen la visibilitat de molts dels seients interiors.
El teatre va ser dissenyat per Thomas Verity i obert el 21 de març de 1874, encara que els plans originals volien fer-hi una sala de concerts. El 1883 va ser forçat a tancar per a millorar la ventilació i per a substituir els llums de gas per llums elèctriques, i va ser reobert a l'any següent. El teatre va tancar en 1989 i va reobrir l'octubre de 1992, després de ser restaurat extensivament..
Criterion Theatre ha estat la llar de la Reduced Shakespeare Company des del 1995. The Reduced Shakespeare Company és una companyia d'actors que interpreten tota mena de comèdies. Al cartell hi ha des d'anys The Complete Works of William Shakespeare (abridged). És ara la comèdia amb més importància de Londres, on es realitzen 37 obres de Shakespeare obres en 97 minuts. Durant gairebé tot l'any Works es fa al Criterion. El Criterion Theatre ocupa l'East 15 Acting School.

## London Pavilion

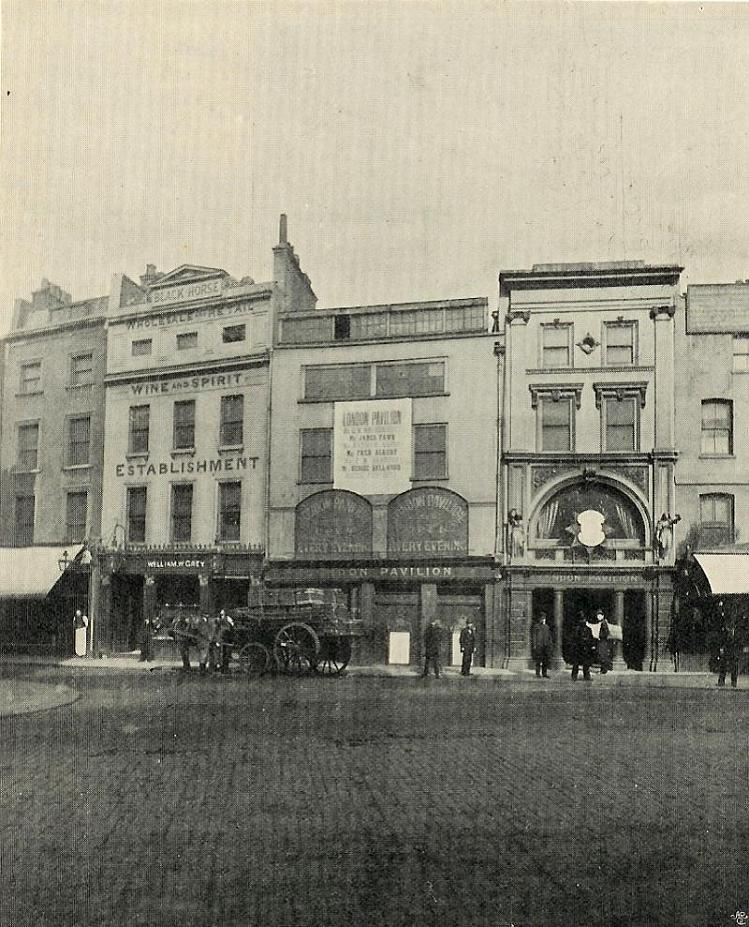
Vista de London Pavilion fotografiat el 1870 al costat de The Black Horse Inn, el museu d'anatomia del doctor Kahn.

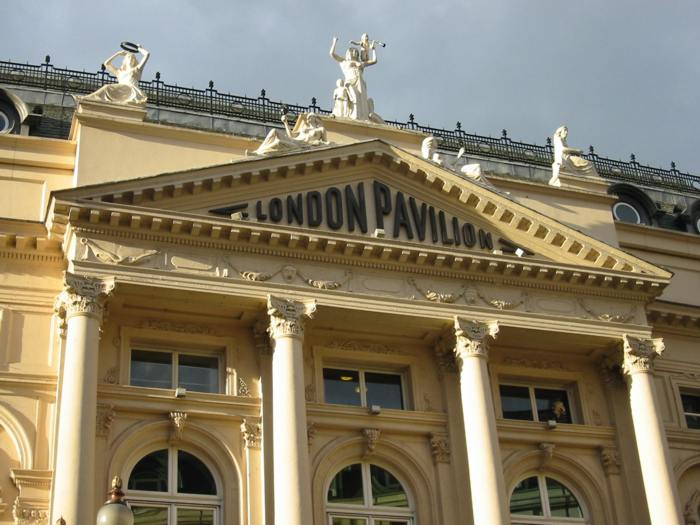
Façana de London Pavilon el 2002

A la cara nord-est de Piccadilly Circus, en el cantó situat entre Shaftesbury Avenue i Coventry Street, es troba el London Pavilion. El primer edifici a dur aquest nom va ser construït el 1859, i era un saló de música. El 1885, Shaftesbury Avenue va ser construïda on es trobava Pavilion. Un nou London Pavilion va ser construït, el qual també era utilitzat com un saló de música. El 1923, es van instal·lar anuncis elèctrics a la façana de l'edifici.
El 1934, l'edifici va experimentar una alteració estructural significativa i va ser reconvertit en una sala de cinema. El 1986, l'edifici va ser remodelat, preservant la façana de 1885, i convertit en un lloc de compres. El 2000, l'edifici es va unir amb el veí Trocadero Centre, i el senyal de l'edifici va ser modificada el 2003 a "London Trocadero". El soterrani de l'edifici connecta amb l'estació de metro de Piccadilly Circus.

## Botigues importants
La botiga més important anteriorment era Tower Records, ara adquirida per Virgin Megastore, és a núm. 1 Piccadilly, a la cara oest entre Regent Street i Piccadilly, directament de cara a Piccadilly Circus. Hi ha una sortida directa a l'estació de metro en la planta soterrània. La botiga que fa competència, HMV també té un accés dintre del London Trocadero.
Lillywhites és la major botiga al detall d'equipament esportiu localitzada a la cara sud, propera a la font de Shaftesbury. Va ser moguda al seu lloc actual el 1925.

## Estació de metro i la Línia Piccadilly
Articles principals: Piccadilly Line

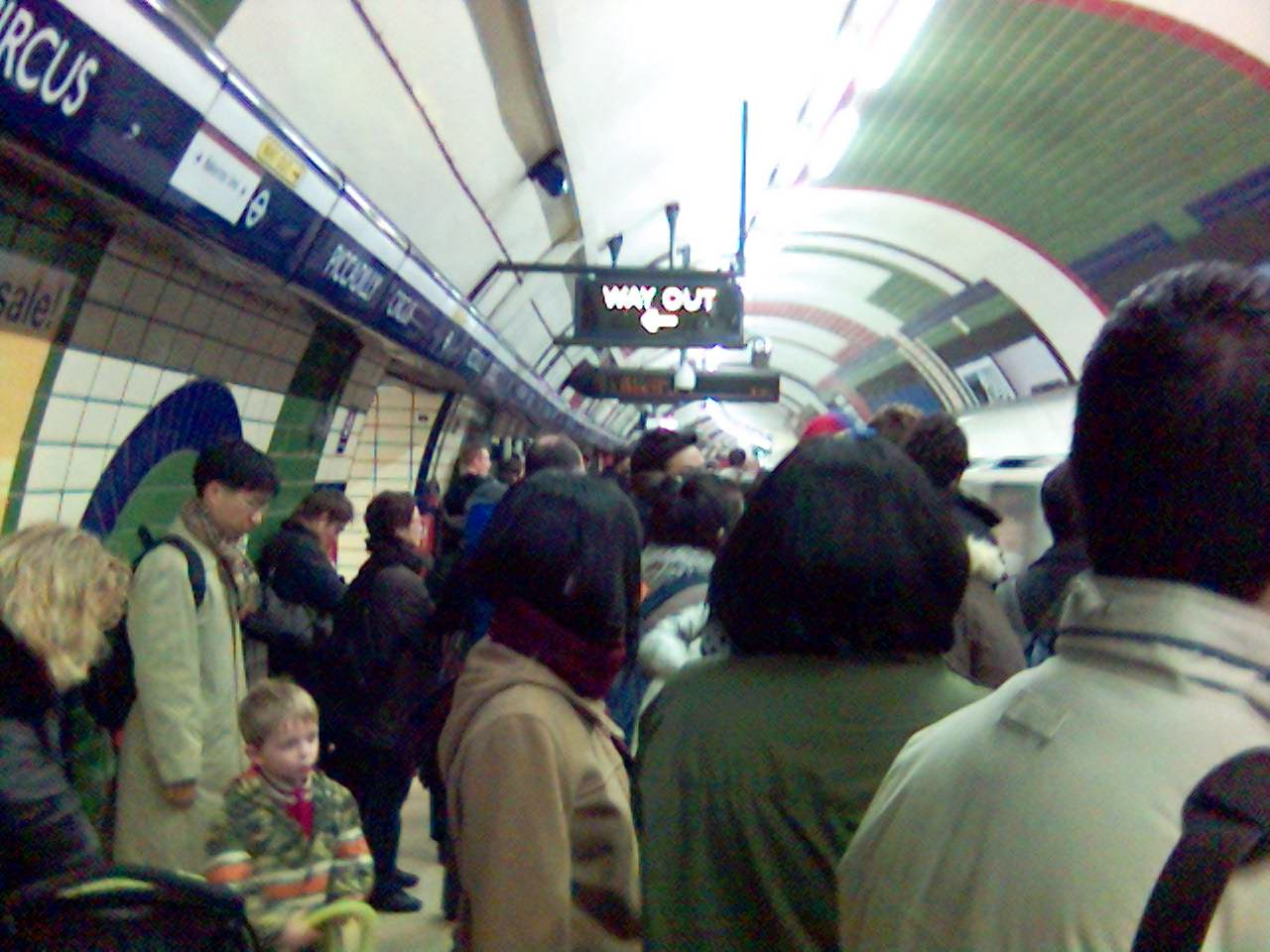
Dintre de l'estació de metro de Piccadilly Cirucus.

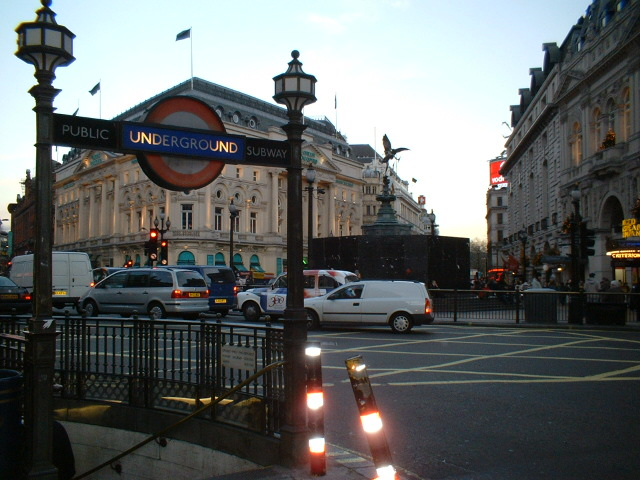
Entrada a l'estació de Piccadilly Circus a 1 Piccadilly. Criterion Theatre es troba a la dreta.

L'estació de metro de Piccadilly Circus del Metro de Londres és sota la plaça de Piccadilly Circus, amb entrades a cada cantó. És una de les poques estacions que no tenen edificis sobre rasant i és completament subterrània. És un edifici llistat com a monument de grau 2. Va ser estrenat el 1906, i eixamplat el 1928 segons plans de l'arquitecte Charles Holden. Durant l'obra, es va traslladar la font al parc de Victoria Embankment.
L'estació és en la Piccadilly Line entre Green Park i Leicester Square, i la Bakerloo Line entre Charing Cross i Oxford Circus.
Metronet, un dels tres operadors privats del Metro de Londres sota un acord mitjançant una societat concertada, inverteix uns 14 milions de lliures per a restaurar l'estació de Picadilly Circus. Les obres estan previstes per a començar al març del 2005 i seran completades en la primavera del 2007. La majoria de les millores planificades inclouen una nova planta i finals de paret, un nou sistema de CCTV, nous punts d'ajuda, una nou sistema d'anuncis al públic, nous panells electrònics d'informació, llocs de seient millorats, amidades d'impermeabilització, millores per a assistir als discapacitats visuals i millores en la il·luminació. Les escales mecàniques seran reemplaçades.